# Rheingauschule
Die Rheingauschule Geisenheim ist ein Gymnasium in der Hochschulstadt Geisenheim im Rheingau. Sie ist das älteste Gymnasium des Rheingaus. Besonderes Angebot ist eine eigene Klasse für ehemalige Realschüler in der Eingangsphase der Oberstufe.

## Geschichte
Am 2. Juni 1845 eröffnete die Gemeinde Geisenheim eine Realschule mit 39 Schülern. Der erste Unterricht fand in drei Räumen eines Bäckermeisters statt. 1857 erhielt die Schule drei Zimmer im neu erbauten Rathaus. Nach einigen Anpassungen an das jeweilige Schulwesen wurde aus der „herzoglich nassauischen Realschule“ 1868 die „höhere Bürgerschule zu Geisenheim“ und 1882 das „Realgymnasium“. 1883 wurde das erste eigene Schulhaus feierlich übergeben. Zwischen 1899 und 1913 wurde die Schule wieder zur „lateinlosen Realschule“. Von 1927 bis 1928 wurde nach Entwürfen des preußischen Baurats Gustav Kassbaum ein Neubau für die Schule errichtet. Das Grundstück wurde von der Stadt Geisenheim zur Verfügung gestellt, die Baukosten lagen samt Inneneinrichtung bei 615.000 Reichsmark, nach heutigen Preisen 2.734.113 Euro.
Nach Ende des Zweiten Weltkriegs konnte am 8. November 1945 wieder mit dem Unterricht begonnen werden, nachdem das Schulhaus seit September 1944 als Lazarett und später als Unterkunft für amerikanische Besatzungstruppen genutzt worden war. Im Zuge der Umbenennung der höheren Schulen erhielt die Schule 1956 den Namen „Rheingauschule-Gymnasium“.
Nach der Niederschlagung des Ungarischen Volksaufstands Anfang November 1956 flohen 200.000 Ungarn ins Ausland, darunter auch viele Oberschüler, die sich an dem Aufstand beteiligt hatten. 1957 erhielt die Rheingauschule vom Hessischen Kultusministerium den Auftrag, die nach Hessen gekommenen Jugendlichen aufzunehmen und „unter Wahrung ihrer nationalen und sprachlichen Eigenständigkeit auf die deutsche Reifeprüfung vorzubereiten“. Dazu wurde ihnen Ungarisch als erste und Englisch als zweite Fremdsprache unterrichtet. So kamen nach und nach rund 70 ungarische Jugendliche nach Geisenheim, wo sie als Internatsschüler in Johannisberg in der von einem großen Park umgebenen, nunmehr denkmalgeschützten, „Kölner Villa“ (Im Flecken 45b) untergebracht wurden. Dieses Anwesen war 1873 auf einem von Peter Arnold Mumm erworbenen Areal errichtet worden und blieb bis 1920 im Familienbesitz. Eleonore Gräfin Matuschka-Greiffenclau und Tatiana Fürstin von Metternich-Winneburg setzten sich für die Unterbringung der Schüler in der vom Jugendsozialwerk angemieteten Villa ein. Für den Unterricht der Schüler wurde das Lehrerkollegium verstärkt durch Lászlo Gondos als Klassenlehrer, der auch aus Ungarn geflohen war und vor dem Weltkrieg in Marburg studiert hatte, und durch Gábor Fekete. Die ersten von insgesamt 66 Schülern legten 1958 das Abitur ab und die letzten 1961. Danach wurde das Internat in Johannisberg aufgelöst. Viele der ehemaligen Internatsschüler haben sich seitdem regelmäßig in Johannisberg getroffen. Der 65. Jahrestag des Ausbruchs des Ungarischen Aufstands war am 23. Oktober 2021 Anlass für einen umfangreichen Rückblick beim Treffen der Überlebenden.
Bis zum Dezember 1988 gehörte zur Rheingauschule eine „Dependance“ am Schulzentrum Eltville. Am dortigen Wiesweg waren am Ende der 1980er Jahre knapp 200 Schüler der Klassen 5 bis 10 überwiegend aus dem Oberen Rheingau und dessen Gemeinden Eltville, Kiedrich und Walluf unterrichtet. Aus der Zweigstelle der Rheingauschule wurde 1988 das selbstständige Gymnasium Eltville, dass vorerst nur ein Mittelstufengymnasium blieb. Die Schüler wechselten nach der Klasse 10 an die Oberstufen von Wiesbadener Schulen oder an die der Rheingauschule. 2002 entschied der Kreistag, das Eltviller Gymnasium, um eine Oberstufe zu erweitern, die seit dem Schuljahr 2005/06 existiert. Erster Schulleiter wurde Bernward Messer, der bis 1988 Lehrer an der Rheingauschule war.

## Schulleiter der Rheingauschule
- 1845–1862: Leitung durch geistliche Schulinspektoren
- 1862–1891: Friedrich Ühlein
- 1862–1903: Hermann Koch
- 1903–1911: Karl Beckmann
- 1911–1916: Jakob Masberg
- 1916–1935: Hugo Brokmann
- 1935–1937: Franz Schramm
- 1939–1945: Peter Rettig
- 1945: Franz Schramm
- 1945–1947: Otto Wirbelauer (In Vertretung für Franz Schramm)
- 1947–1955: Franz Schramm
- 1955–1968: Ernst Rink
- 1968–1969: Gerd Hagenow
- 1969–1980: Hans-Joachim Baumann
- 1980–2001: Georg Baschnagel
- 2002–2016: Karl-Heinz Drollinger
- 2016–2017: Lars Jügler (kommissarisch)
- 2017–2021: Thomas Fischer
- September 2021–: Lars Jügler[6]